# Protoaraneoididae
Le Protoaraneoididae sono una famiglia fossile di ragni Araneomorphae.

## Distribuzione
Le specie di questa famiglia furono scoperti nell'ambra birmana e risalgono al cretaceo.